# Saison 4 de The Affair
Chronologie
Saison 3 Saison 5
Cet article présente le guide des épisodes de la quatrième saison de la série télévisée américaine The Affair.

## Distribution

### Acteurs principaux
- Dominic West : Noah Solloway
- Ruth Wilson : Alison Lockhart
- Maura Tierney : Helen Solloway
- Joshua Jackson : Cole Lockhart
- Jadon Sand : Trevor Solloway
- Abigail Dylan Harrison : Stacey Solloway
- Catalina Sandino Moreno Luisa Lèon
- Omar Metwally : Dr. Vic Ullah
- Sanaa Lathan : Jenelle
- Emily Browning : Sierra

### Acteurs récurrents
- Jake Siciliano : Martin Solloway

## Liste des épisodes

### Épisode 1:Séisme(Episode 4.01)
- États-Unis /  Canada : 17 juin 2018 sur Showtime[1] / The Movie Network
- France : 19 juin 2018 sur Canal+ Séries[2]

### Épisode 2:La vente(Episode 4.02)
- États-Unis /  Canada : 24 juin 2018 sur Showtime / The Movie Network
- France : 26 juin 2018 sur Canal+ Séries

### Épisode 3:Rébellions(Episode 4.03)
- États-Unis /  Canada : 1er juillet 2018 sur Showtime / The Movie Network
- France : 3 juillet 2018 sur Canal+ Séries

### Épisode 4:Introspections(Episode 4.04)
- États-Unis /  Canada : 8 juillet 2018 sur Showtime / The Movie Network
- France : 10 juillet 2018 sur Canal+ Séries

### Épisode 5:Aux origines(Episode 4.05)
- États-Unis /  Canada : 15 juillet 2018 sur Showtime / The Movie Network
- France : 17 juillet 2018 sur Canal+ Séries

### Épisode 6:Fantômes du passé(Episode 4.06)
- États-Unis /  Canada : 22 juillet 2018 sur Showtime / The Movie Network
- France : 24 juillet 2018 sur Canal+ Séries

### Épisode 7:Nouvelle lune(Episode 4.07)
- États-Unis /  Canada : 29 juillet 2018 sur Showtime / The Movie Network
- France : 31 juillet 2018 sur Canal+ Séries

### Épisode 8:La quête(Épisode 4.08)
- États-Unis /  Canada : 5 août 2018 sur Showtime / The Movie Network
- France : 7 août 2018 sur Canal+ Séries

### Épisode 9:Une autre vie(Episode 4.09)
- États-Unis /  Canada : 12 août 2018 sur Showtime / The Movie Network
- France : 14 août 2018 sur Canal+ Séries

### Épisode 10:Les éphémères(Episode 4.10)
- États-Unis /  Canada : 19 août 2018 sur Showtime / The Movie Network
- France : 21 août 2018 sur Canal+ Séries